# Кашировка (Николаевская область)
Кашировка (укр. Каширівка) — село в Казанковском районе Николаевской области Украины.
Население по переписи 2001 года составляло 413 человек. Почтовый индекс — 56010. Телефонный код — 5164. Занимает площадь 1,156 км².

## История
Основано в 1840 году. По состоянию на 1886 год село относилось к Фёдоровской волости Александрийского уезда Херсонской губернии, в нём проживало 188 человек, насчитывалось 34 дворовых хозяйства, существовала лавка.
В 1887 году подполковник Александр Львович Бобошко, владевший более чем 2000 десятин земли, в имении Кашировка основал конный завод. Его сын Лев Александрович — известный деятель белого движения.

## Местный совет
56010, Николаевская обл., Казанковский р-н, с. Кашировка, ул. Алхимова, 2